# 庵原菡斎
庵原 菡斎 又は 菴原菡斎 (いはら かんさい、又は いおはら かんさい、いばら かんさい、寛政6年（1794年） - 安政4年6月14日（1857年8月3日））は、江戸時代中期から後期にかけての江戸幕府幕臣。開拓者。名は剛、通称亮平、字は道麿。菡斎は隠居後の名である。蝦夷地、北蝦夷地、松前藩と北の地でキャリアを積み、その後は勧農や植林に関わり、隠居後は現在北海道函館市亀尾とその周辺にあたるエリアがかつて「目名」と呼ばれていた場所を「亀ノ尾」と名付け開墾し、初めての御手作場を作り、道南における農業の基礎を築いた。その後2年で没するも、更に9年後には亀ノ尾御手作場は一存村立し亀尾郷、その後は亀尾村として発展。その立役者として、没後も地域で菡斎の名を冠した祭りが行われている。

## 生涯
寛政6年（1794年）、松前奉行支配調役下役元締であった庵原直一の長男として生まれる。
文化9年（1812年）、父の直一が病死したため、松前奉行支配吟味役高橋重賢の手付として国後島に赴いたのち文化12年（1815年）北蝦夷地（樺太）詰となる。
文政3年（1820年）、松前奉行になった高橋重賢に従って松前へ赴任。
文政5年（1823年）、松前奉行廃止で勘定奉行支配普請方となり、勧農や植林の業務に当たり、その間に数冊の農業書を記す。
天保8年（1837年）には、御普請方改役として、江戸の神田川上水道工事や水道橋の石垣工事に当たり、天保12年（1841年）に御普請役下奉行に昇進したが、過労のため病床に伏すこととなり、家督を長男直一郎に譲って水戸に隠居、庵原菡斎と名乗るようになった。
安政元年（1854年）日米和親条約（神奈川条約）を結んだ江戸幕府は、翌年に下田と箱館を開港し松前藩に任せていた蝦夷地を再び直営とし箱館奉行に管轄させるため、三男の勇三郎が箱館奉行所に仕えることになったのをきっかけに、箱館奉行竹内保徳に従って箱館に渡った。
その際に、箱館地方を踏査した菡斎は、その後一旦水戸に帰郷し、翌年安政2年（1855年）、中里竹蔵、田中海之助、太田甚右衛門の一族と百姓の長介、長五郎、久次郎の6人を伴って同年旧暦4月3日に入植。「目名」と呼ばれていた地区を「亀ノ尾」と改めた。
この地区でわずか1年のうちに箱館奉行に上納できるほどの収穫を得、翌年安政3年には官営の御手作場となった。
その後は、津軽、南部から移民を募り、穀類や馬鈴薯の生産、植林を奨励し、開墾地を広げた。
また、農閑期には藤山郷（現在の七飯町藤城）から軍川へ通じる新道（軍川新道）を開いた。
精力的に活動を行うも、安政4年（1857年）病床につき、同年6月14日（旧暦）に他界した。亀ノ尾の地に入植してからわずか2年間の出来事であった。

## 系譜
- 養祖父：庵原弥六（庵原宜芳）江戸幕府普請役。天明5年（1785年）春に蝦夷地調査を命じられ、樺太方面を巡るも、天明6年（1786年）3月15日(墓碑16日表記)冬の宗谷にて病死。[1][2]子供がいなかったため、家はそのまま一度断絶したが、寛政10年（1798年）に蝦夷地調査を命じられた勘定吟味役の三橋成方が一部始終を知り、庵原家の再興を建議した。
- 父：庵原直一（庵原久作時敏）[3]庵原家の再興の建議の結果、翌年寛政11年（1799年）、幕府が蝦夷地の直轄のため、蝦夷地御取締御用掛を置く際に起用される。後に箱館奉行が置かれた際は調役下役となり、文化7年（1810年）には松前奉行支配調役下役元締に昇格。仕事内容は「松前沖の口掛」という松前港に入る船舶や乗組員を取り締まり、税を徴収する仕事であった。その後文化9年（1812年）に病死する。
- 母：
- 長男：直一郎
- 二男？(庵原勇三郎の実兄)：孫三郎函館に在住し、銭亀沢を開拓する。[4]
- 三男：勇三郎 『アイヌ人物誌 新版』の「蛮勇イホレサン」によると安政3年9月の段階で宗谷で勇三郎宛の文書があり、『網走市史 上巻』によると、安政4年には宗谷詰調役として庵原勇三郎の名がある。
- 娘：コヨ（安政2年2月～昭和23年9月5日）

## 大山祇神社（函館市）
入植に先立ち、菡斎が従者筆頭で従兄弟の中里竹蔵に銘じて、竹蔵の故郷である備後福山近くの愛媛県大三島町にある三島神社（現在の大山祇神社）より分神を貰い受け、亀尾に三嶋社を祀った。これが現在の亀尾地区にある大山祇神社である。

## 最初の開墾地
最初に開墾したのは、かつての函館市立亀尾小学校跡地の校庭である。

## 没後
- 文久元年（1861年）から2年（1862年）にかけ、東北地方及び中部地方から移民が来住。亀ノ尾御手作場の戸数が24戸、人口が72人に増加。
- 慶応3年（1867年）、3月に亀ノ尾御手作場の農夫惣代頭取である甚右衛門が、鷲ノ巣御手作場農夫惣代頭取の直助、深掘御手作場の直藏と共に箱館奉行杉浦誠にそれぞれの御手作場を村に（一村立）する願上書を提出。閏4月にはそれまでに年貢も納め、五稜郭の草取り、下掃除等も務めるなど、一村立同様であることを認め、それぞれ亀尾郷、鷲ノ巣郷、深堀郷とする達書が発行。その他同時に複数の御手作場が一村立ど同様の「郷」となる。
- 明治40年（1907年）6月には、菡斎の業績を称え、墓地の傍らに石碑を建立、盛大な50年祭が挙行されている。
- 大正7年（1918年）、北海道開拓50年に際し、拓殖功労者130名の1人として表彰される。
- 昭和32年（1957年）9月には、石碑を補修、町民を挙げて100年祭を行った。
- 昭和52年（1977年）9月、石碑の補修、120年祭を挙行。沿革史『郷土のあゆみ』を発刊。記念メダルと5種類の記念はがきを作製。
- 平成11年（1999年）8月、亀尾町会長田村富作が町会に諮り、菡斎の墓碑周辺の整備を行う。碑文の設置、亀尾開拓に従事した儒者6名の名前を記した供養塔を建立、同年9月23日に入魂式を行った。
- 大山祇神社の例大祭として「かめお菡斎まつり」が行われている

## 著書
- 文政11年（1828年）『農事弁略』(「庵原亮平」名義)・・・農業書
- 天保13年（1841年）『稼穡篇』の「油草仕立の部」・・・農業書
- 安政2年（1855年）『亀尾疇圃栄』（かめおちゅうほのさかえ）・・・亀尾の農作物を初めて上納した際に、菡斎に営農成績書作成を命じ、その内容を箱館奉行竹内保徳が自ら論告文を加え、勧農の資料として近在の役人に配布したもの
- 安政4年（1857年）『蝦夷地土産 上・下』・・・体験、見聞。箱館の鯡大漁、熊の狩猟、軍川の山道開削、駒ケ嶽噴火などの記事